# Fusil Arisaka Type 38
La conception du fusil Arisaka ou Arizaka demeura standard dans l'Armée impériale japonaise du tournant du siècle jusqu'après la Seconde Guerre mondiale. L'Arisaka était précis, mais l'addition d'un cache anti-poussière en métal au-dessus de la culasse rendit sa recharge bruyante et sa chambre encline à s'obstruer. L'Arisaka fut construit pendant une durée exceptionnellement longue, ceci particulièrement en raison de la stature moyenne des troupes japonaises et du terrain serré de jungle dans lequel elles combattirent pendant la guerre, auxquels s'adaptait bien l'Arisaka. Le Meiji 38 (ou Type 38), fut remplacé en 1940 en faveur du fusil Arisaka Type 99, qui tirait une nouvelle cartouche de 7,7 mm.

## Un ancêtre: le fusil Type 30 de la guerre russo-japonaise
En 1897, le colonel Arisaka Nariakira, directeur de l'arsenal de Tokyo, crée un fusil d'infanterie à verrou combinant des éléments des Mauser 1893 et Mannlicher 1890, qui est adopté la même année par l'armée japonaise comme fusil Type 30 (30e année de l'ère Meiji) pour son infanterie. Le levier d'armement est droit, la crosse est de type pistolet. Le fût est en deux parties et le garde-main couvre la moitié du canon.
Le magasin est de type Mauser k98. Sa munition est le 6,5 mm Type 30. Produit par les arsenaux de Tokyo et de Kokura, il donne naissance à une carabine Type 30 armant la cavalerie et un fusil Type 35 destiné à la Marine impériale. La carabine est plus courte et légère, le fusil Type 35 ayant un verrou différent. La guerre russo-japonaise démontre les faiblesses des premiers Arisaka.

## Le fusil d'infanterie Arisaka Type 38
C'est un Type 30 dont la culasse a été grandement remaniée grâce à des emprunts au Mauser 1893 espagnol. Il est adopté en 1905 et produit par les arsenaux japonais (Tokyo, Kokura, Nagoya), coréens (Jinsen) et mandchous (Mukden) à partir de 1907 et jusqu'en 1939. Il arma les fantassins japonais. Il fut exporté en Grande-Bretagne à 100 000 unités vers 1915 (réexpédiés ensuite vers l'Empire russe), au Brésil et au Mexique (en calibre 7 mm Mauser). Des armes prises sur les Japonais armèrent la Russie, la Chine, la France, la Corée, l'Indonésie, la Birmanie, la Thaïlande et le Viêt Nam, à la suite des conflits expansionnistes nippons. Il en est dérivé un fusil court et une carabine.
Tous les fusils et carabines Arisaka Type 38 sont construits en acier usiné et en bois. les bois sont colorés en rouge cerise par l'application d'une laque dite "Urishi" obtenue à partir de sève d'un arbre Toxicodendron (Rhus) vernicifluum.  Ce produit, très toxique car allergène tant qu'il n'est pas sec est particulièrement efficace : il est très peu voire pas soluble et dur.
Leur munition est le 6,5 mm Type 38, tiré dans un canon comportant quatre ou six rayures à droite. Leur guidon dérivable est à embase protégé par deux oreilles et la hausse à planchette est gradué jusqu'à 2 400 m. Il existe un cran de mire fixe étalonné pour 400 m. La hausse comporte en général un œilleton circulaire dans les 2 positions mais il existe des modèles à hausse en U. Le magasin, à fond démontable facilement par un bouton sur le pontet, contient 5 cartouches en piles imbriquées.
L'arme comporte un couvre-culasse qui glisse sur le boitier : cette pièce est souvent "perdue" car elle rendait l'utilisation fort bruyante. La baguette de nettoyage est assez complexe est aussi rarement présente.
Cette arme est réputée comme étant l'une des plus solides armes à verrou jamais construites. Des « tests » menés par les américains révèlent son extrême solidité : une modification de la chambre - sans modifier le canon - leur permit de tirer la cartouche standard US, la puissante .30-06 Springfield. Bien que la différence de calibre soit de 1,0 mm, le tir d'une centaine de cartouches dans de telles armes ne fit pas exploser le canon, pourtant soumis à rude épreuve.[réf. nécessaire]
Les Arisaka sont très rares en Europe. Le marquage principal est un chrysanthème, qui représente l'Empereur. Il est souvent meulé : lorsque les soldats devaient rendre des armes, ils effaçaient le symbole impérial.
Une version rarissime (60 000 exemplaires) produite en Italie (1/2 RAFAE, 1/4 Beretta, 1/4 Brescia) reprend le verrou du Carcano mais l'allure générale de l'Arisaka et sa munition. Il ne comporte aucun marquage particulier.

## Le fusil court Type 38
Cette première version raccourcie est distribué aux sapeurs, aux artilleurs et aux télégraphistes. Il reçoit une baïonnette.

## La carabine Type 38
Cette arme est distribuée à la cavalerie. La hausse est graduée jusqu'à 1 500 m. La bretelle est fixée latéralement. Il en existe une variante à crosse pliante pour les parachutistes.

## Autres variantes
Les fusils Type 38 ont donné naissance à la carabine Arisaka Type 44 (1911) et au fusil de précision Type 97, avant d'être théoriquement remplacés par les fusils Arisaka Type 99. Il existe aussi une variante pour le Siam en 8 mm mauser.

## Données numériques
| Modèle       | Fusil Type 30  | Carabine Type 30 | Fusil Type 35  | Fusil Type 38  | Fusil court Type 38 | Carabine Type 38 | Carabine Type 38 crosse pliante |
| ------------ | -------------- | ---------------- | -------------- | -------------- | ------------------- | ---------------- | ------------------------------- |
| Longueur     | 1,28 m         | 95 cm            | 1,28 m         | 1,27 m         | 1,10 m              | 96 cm            | 96 cm / 65 cm crosse pliée      |
| Canon        | 80 cm          | 50 cm            | 80 cm          | 81 cm          | 64 cm               | 50 cm            | 50 cm                           |
| Masse à vide | 4,2 kg         | 3,45 kg          | 4,2 kg         | 4,1 kg         | 3,8 kg              | 3,5 kg           | 3,5 kg                          |
| Calibre      | 6,5 mm Type 30 | 6,5 mm Type 30   | 6,5 mm Type 30 | 6,5 mm Type 38 | 6,5 mm Type 38      | 6,5 mm Type 38   | 6,5 mm Type 38                  |
| Magasin      | 5 cartouches   | 5 cartouches     | 5 cartouches   | 5 cartouches   | 5 cartouches        | 5 cartouches     | 5 cartouches                    |